# 헤이트풀8
《헤이트풀8》(영어: The Hateful Eight)는 2015년 공개된 미국의 서부 영화이다. 쿠엔틴 타란티노가 감독과 각본을 맡았다. 일본에는 총기에 인한 폭력 묘사와 남성의 풀 누드 장면으로 인해 R18+을 받았다.

## 출연
- 사무엘 L. 잭슨 : "현상금 사냥꾼" 마커스 워렌 소령 역
- 커트 러셀 : "교수형 집행인" 존 루스 역
- 제니퍼 제이슨 리 : "죄수" 데이지 도머그 역
- 월턴 고긴스 : "보안관" 크리스 매닉스 역
- 데미안 비쉬어 : "멕시코인" 밥(멕시코인 마르코) 역
- 팀 로스 : "리틀맨" 오스왈도 모브레이(잉글랜드인 피트 히콕스) 역
- 마이클 매드슨 : "카우보이" 조 게이지(그라우치 더글러스) 역
- 브루스 던 : "남부군 장교" 스탠포드 스미더스 역
- 채닝 테이텀 : 조디 도머그 역
- 조이 벨 : 식스 호스 주디 역
- 제임스 팍스 : O. B. 잭슨 역
- 다나 고우리어 : 미니 밍크 역
- 리 호슬리 : 에드 역
- 진 존스 : 스위트 데이브 역
- 벨린다 오위노 : 젬마 역
- 크레이그 스타크 : 체스터 찰스 스미서스 역
- 키스 제퍼슨 : 찰리 역
- 쿠엔틴 타란티노 : 해설 역